# Katiu
Katiu, auch Taungataki genannt, ist ein Atoll des Tuamotu-Archipels in Französisch-Polynesien. Es liegt 23,5 km westlich von Makemo. Katiu gehört zur Gemeinde Makemo, welche aus den Atollen Makemo, Haraiki, Marutea Nord, Katiu, Tuanake, Hiti, Tepoto Sud, Raroia, Takume, Taenga und Nihiru besteht. 
Die ovale Form des Atolls erstreckt sich auf einer Länge von 27,5 km und einer Breite von 12,5 km. Die Lagune verfügt über einen schiffbaren Zugang zum Meer und weist eine Fläche von 208 km² auf. Die Landfläche beträgt hingegen nur 27 km². Katiu hat 285 Einwohner (Stand: August 2007), die bedeutendsten Orte sind Hitianau und Toini.
Katiu wurde 1820 durch den Deutschbalten Fabian Gottlieb von Bellingshausen für die Europäer entdeckt. Er gab dem Atoll den Namen „Ost-Saken“ bzw. „Saken“. 
Die wichtigsten Wirtschaftszweige sind Kopraproduktion, Perlentaucherei und Tourismus. 2001 wurde zudem ein Flugfeld angelegt. 